# Jean Casimir (sociologue)
Pour les articles homonymes, voir Jean Casimir.
Jean Casimir, né à Port-au-Prince le 27 janvier 1938, est un sociologue haïtien. Professeur à la Faculté des Sciences Humaines de l'Université d'État d'Haïti, Jean Casimir a enseigné à la Faculté des Sciences politiques et sociales de l'Université autonome de Mexico. Il a également été professeur invité à l'Université Stanford des États-Unis et à l'Université des Indes Occidentales, à la Trinidad et de Mona de Jamaïque. Il est considéré comme l'ambassadeur décolonial de l'histoire des Haïtiens.

## Biographie
Né à Port-au-Prince, Jean Casimir est le second d'une famille de quatre enfants. En 1979, Casimir complète son doctorat en sociologie à l'Université Nationale Autonome du Mexique. Il est un ancien fonctionnaire du secrétariat de l'Organisation des Nations Unies (ONU) et la Commission Économique pour l'Amérique Latine et la Caraïbe (CEPAL) de 1970 à 1985. Il a fait partie du Conseil Électoral Provisoire d'Haïti (1990-1991) et a représenté son pays comme ambassadeur plénipotentiaire aux États-Unis d'Amérique et comme représentant permanent auprès de l'Organisation des États Américains de 1991 à 1997.
Jean Casimir, à travers ses écrits, cherche à déconstruire les récits dominants et promouvoir la question de la souveraineté, l'identité et la résistance populaire. Il insiste sur la souveraineté populaire comme participation active, consciente et collective qui est évidente au sein du colonialisme. Pour lui, les Bossales ont une représentation significative dans la résistance puisque le processus ayant conduit à l'indépendance du pays est dû à la vision du monde proposée par les Bossales. À partir du concept "tout moun se moun", Casimir a démontré comment celui-ci est porteur d'une position non négociable des Haïtiens en particulier contre la discrimination abusive basée sur le race et le genre. Ainsi, il rejette les visions qui réduisent l'histoire haïtienne a une simple souffrance, en insistant plutôt sur les efforts qu'entreprend le peuple souverain.
Selon Casimir, la langue créole est une forme de résistance face à la domination imposée par les puissances coloniales. Il estime que l'État doit intervenir dans les écoles pour promouvoir cette langue, afin d'enrichir non seulement la langue parlée par les élites mais aussi rendre la communication plus accessible à celle des masses.

## Prix et honneurs
- 2013: Prix de Jean Price Mars à la Faculté d'Ethnologie de l'Université d'État d'Haïti[12] pour son livre : La culture opprimée, Mexico, Nueva Imagen, 1981.
- 2023: Lauréat du prix Frantz Fanon[12] pour la version anglaise de son livre Une lecture décoloniale de l’Histoire des Haïtiens, The University of North Carolina Press, 2020.

## Publications

### Livres
- 2020. The Haitians. A decolonial history, UNC Press Brooks
- 2018. Une lecture décoloniale de l'histoire des hatiens. Du traité de Ryswick à l'Occupation américaine (1697-1915), Port-au-Prince
- 2018. La Nation Haïtienne et l’État, Montréal, CIDIHCA,
- 2012. Haiti de mi amores. Analisis Critico de la sociedad haitiana desde la revolucion de 1804. Isla Negra, Ambos Editores, Chili
- 2009. Haiti et ses élites. L'interminable dialogue de sourds, les Éditions de l'Université d'État  d'Haïti, Port-au-Prince.
- 2005. Libete, egalite...sous wout fratenite . Liberté, égalité...en route vers la fraternité. Presses Nationales d'haïti, Port-au-Prince
- 2000. Ayiti Toma. Haïti chérie, Imprimerie Lakay, Port-au-Prince
- 1991. La Caraibe, une et divisible, Édition  Herny Deschamps, Port-au-prince. Version espagnolez:1997, la invention del Caribe, Editorial de la universidad de Puerto Rico, San Juan.
- 1981. La culura oprimada, Editorial nueva Imagen, Mexico

### Articles
- Mardi 22-Mercredi 23 Février 2005. "Haïtien d'origine pour l'éternité!", Le Matin, No 32333, P .3.
- Oct 2003-Mars 2004. Michel Hector et Casimir  Jean "Le long du 19ème siècle haitien" Revue de la société haitienne d'Histoire Géographie, Port-au-Prince, Edditions des Antilles, S.A, 7ème année,No. 216, P. 35-64.
- Printemps 1992. HAITI AFTER THE COUP . Jean Casimir interviewer par Jhon Caham-Clyne,Wold Policy Journal, Vol. 9, No. 2, P. 349-364.
- 2e semester, 2000. La suppression de la culture africaine dans l’histoire d’Haïti” Socio-Anthropologie, Revue interdisciplinaire de sciences sociales, No. 8.
- Décembre 1989. "Tout Moun Gran Moun", "l'abitan" et la structure sociale d'Haïti", Chemins Critiques, Revue Haïtiano-Caraïbéenne, Le Rêve d'Habiter, Vol. 1, N1 3, pp.55-74.
- Août 1989. "Stratégie pour la Réactivation et le Développement Agricole en Haïti" publiée par l'Institut Interaméricain de Coopération pour l'Agriculture (IICA)
- Janeiro-Junho 1989. Os Novos Libres" Sociedade e Estado, Departamento de Sociologia Da Universidade de Brasília, Vol. I, N11, pp.95-125
- April 1985. "Culture, Discourse (Self-expression) and Social Development in the Caribbean" CEPAL Review, No. 25, pp.140-162
- 1 November 1984. Social Structural Changes in Dominica, The Social Development Unit of the ECLAC Sub-Regional Headquarters for the Caribbean, AHG/SEM/SSC/84/1. (ronéo).
- Julio-dic 1984.- "El Caribe: la estructura social incompleta, Pensamiento Iberoa mericano, Revista de Economía Política, "Cambios en la estructura social", No. 6, pp. 171-183.
- Abril-junio 1982. "Viejas Naciones y Nuevas Etnías", América Indígena, Vol.  XLII, No.2
- Mars 1982. "Rethinking History: A Caribbean Perspective". Communication à la Réunion Annuelle Générale de l'Association des Enseignants d'Histoire de Trinidad et Tobago.
- 15-19 Mars, 1982. "Essay on Cultural Development in the Caribbean and the Role of the Caribbean Development and Co-operation Committee (CDCC)". Séminaire sur les changements géopolitiques dans la Caraïbe des années quatre-vingt.  Centro de Estudios Económicos y Sociales del Tercer Mundo (CEESTEM), México
- 20 July 1981. Social Structural Changes in St. Lucia, The Social Development Unit of the ECLAC Sub-Regional Headquarters for the Caribbean, CEPAL/CARIB 81/2, (ronéo)
- Jul. dic. 1981. "Limitaciones del Proyecto Nacional de la Oligarquía Mulata de Dominica en el Siglo XIX", Revista de Ciencias Sociales, Facultad de Ciencias Sociales de la Universidad de Puerto Rico, L.XXIII, Núm. 3-4, pp. 681-724
- Abril 1981. "Principales Desafíos al Desarrollo Social en el Caribe", Revista de la CEPAL, No.13, pp. 129-149
- 1977. "Eritaj, Antologie de contes folkloriques en Creole de base lexicale française de Trinidad y Tobago". (ronéo).
- 1971. "Definición y funciones de la ciudad en América Latina". Revista Mexicana de Sociología, UNAM, Vol. 35, No.2, 1973. - Traduit à l'italien par Alberto Guaraldo et publié dans les Quaderni di Sociologia, Italia, Vol. 20, Núm. 3-4, jul.-dic., pp. 356-372
- 1969. Et Bertha Lerner Sigal, "La estructura de dominación ciudad-campo, un marco teórico" Revista Mexicana de Sociología, UNAM, Vol. 3l, Núm.31, pp.129-142.
- Oct. dic. 1968 ."La teoría de los polos de desarrollo y su aplicación en América Latina", Brasil. América Latina, Año 4, pp. 3-18
- ene-mar. 1969. "Algunas consideraciones en torno a la planificación regional en las zonas deprimidas" Revista Mexicana de Sociología, UNAM, Vol. 31, Núm.31, pp.129-142
- 1967. Juazeiro y Petrolina, Un polo de desarrollo económico? Brasil-Sudene y Centro Latinoamericano de Pesquisas em Ciencias Sociais, (ronéo)  176pp
- Jul.-sept. 1967. "Participación de la población de dos ciudades del Nordeste del Brasil en el proceso de desarrollo económico". Revista Mexicana de Sociología.  Año 29, Vol. 29., Núm. 3, pp.  453-473
- 1967. "La estructura de estratificación social en dos ciudades del Nordeste del Brasil, su importancia para la planificación económica regional".  América Latina, Brasil, Año 10, No.1, ene.-marzo, pp.3-48
- 1964. "Diferencias y cambios en las oportunidades para alcanzar posiciones de élite", Communication au Séminaire sur les Élites en Amérique Latine, Montevideo, Uruguay
- 1965. "Aperçu sur la Structure Sociale d'Haïti", América Latina, Brasil,Vol. 8, núm. 3, pp. 40-62
- 1964. "Aperçu sur la Structure Economique d'Haïti", América Latina, Brasil, Vol.7, Núm. 3, pp. 37-57
- 1962. República de Haití: Ensayo de interpretación sociológica.  Universidad Nacional Autónoma de México, Facultad de Ciencias Políticas y Sociales, ronéo,